# Golovinomyces biocellatus
Golovinomyces biocellatus (Ehrenb.) V.P. Heluta  – gatunek grzybów należący do rodziny mączniakowatych (Erysiphaceae). Pasożyt roślin, wywołujący chorobę zwaną mączniakiem prawdziwym.

## Systematyka i nazewnictwo
Pozycja w klasyfikacji według Index Fungorum: Golovinomyces, Erysiphaceae, Helotiales, Leotiomycetidae, Leotiomycetes, Pezizomycotina, Ascomycota, Fungi. 
Po raz pierwszy takson ten zdiagnozował w 1821 roku Christian Gottfried Ehrenberg nadając mu nazwę Erysiphe biocellata. Obecną, uznaną przez Index Fungorum nazwę nadał mu w 1988 roku V.P. Heluta, przenosząc go do rodzaju Golovinomyces.
Synonimy nazwy naukowej:
- Erysiphe biocellata Ehrenb. 1821
- Erysiphe biocellata Ehrenb. 1821) var. biocellata
- Erysiphe communis f. biocellaris (Ehrenb.) Fr. 1829

Lektotyp: na karbieńcu pospolitym (Lycopus europaeus).

## Morfologia
Grzyb mikroskopijny. Grzybnia występuje zazwyczaj na obydwu powierzchniach liścia. Wygląda jak biały, mączysty nalot, jest trwała lub zanikająca, rozproszona lub tworzy cienkie warstewki. Strzępki o szerokości 4–9 μm. Przycistki brodawkowate lub lekko faliste, czasami słabo rozwinięte. Konidiofory wyprostowane, niemal cylindryczne, do kolanek mają długość (30) 40–75 (80) μm i szerokość 10–15 μm. Następne 1–3 człony konidioforów są krótsze, mają szerokość 5–10 μm. Konidia w łańcuszkach. Mają elipsoidalno-jajowaty kształt i rozmiar 25–42 × 14–24 μm. Strzępki rostkowe wyrastają z pory rostkowej na wierzchołku zarodnika, są umiarkowanie długie i kończą się appressorium.
Klejstotecja rozproszone. Mają szerokość 85–150 μm i zbudowane są z komórek o nieregularnym kształcie i różnej wielkości. Przyczepki liczne, strzępkowate, splecione z sobą i z grzybnią. Mają długość 0,5–2,5 razy większą od szerokości klejstotecjum, gładką powierzchnię, posiadają przegrody, są cienkościenne, proste, rzadko nieregularnie rozgałęzione, w stanie dojrzałym brązowe. Mają szerokość 4–9,5 μm. W jednym owocniku jest 5–15 worków, rzadko więcej. Mają rozmiar 45–95 × 25–50 μm. W jednym worku powstaje zazwyczaj 2, rzadziej 3 lub 4 elipsoidalno-jajowate askospory o rozmiarach 20–30 × 12–18,5 μm. Zazwyczaj wypełnione są kroplami oleju.

## Występowanie
Jest szeroko rozprzestrzeniony w całej Europie i Azji (Azja Mniejsza, Azja Środkowa, Syberia, daleki wschód ZSRR, Japonia, Chiny, Indie), Afryce Północnej, Ameryce Północnej (USA, Kanada), zawleczony w Ameryce Południowej. W Polsce jest pospolity, w polskim piśmiennictwie naukowym pod nazwą Erysiphe biocellata podano liczne jego stanowiska na: Ajuga chamepitys, Ajuga reptans, Lycopus europaeus, Mentha aquatica, Mentha arvensis, Mentha × citrata, Mentha × verticillata, Mentha sp., Monarda didyma, Monarda fistulosa, Salvia glutinosa, Salvia nemorosa, Salvia pratensis, Salvia verticillata, Salvia sp., Thymus kosteleckyanus, Thymus pulegioides, Thymus serpyllum.